# Eva Funck
Eva Rose-Marie Funck Beskow (født Årlin 28. maj 1956 i Stockholm) er en svensk skuespiller og programleder. Hun startede Höna-Pöna. Hun har vært gift med Thomas Funck (1919–2010) og de har sønnen Gustav, nu er hun gift med Erland Beskow.
Funck arbejder i mange virksomheder (blandt andet sin virksomhed Höna-Pöna AB) der producerer tv-program. Hun leder program i Sveriges Television, blandt andet Evas pysselshow, Evas sommarplåster, Evas vinterplåster, Evas funkarprogram og Evas superkoll.
Hun spillede Drottekottningen's stemme i Kalle Stropp och Grodan Boll på svindlande äventyr i 1991. Hun har også medvirket i blandt andet Björnes magasin.

## Litterære priser[3]
- 2005 – Stockholms stads hederspris
- 2008 – Kristallen
- 2009 – Reftecs stora pris[4]
- 2010 – Kundskabsprisen[5]